# Basra
Basra (arabsky البصرة, Al-Basra) je třetí největší město v Iráku (po Bagdádu a Mosulu). V metropolitní oblasti Basry počátkem roku 2024 žilo téměř 1,5 milionu obyvatel. Basra je hlavním městem stejnojmenné provincie a leží 545  km jižně od hlavního města Bagdádu.

## Poloha a přírodní podmínky
Basra leží v ploché krajině jižního Iráku na řece Šatt al-Arab asi 110 km od jejího ústí do Perského zálivu. Podnebí je pouštní, kontinentální s výraznými teplotními rozdíly mezi dnem a nocí. Spadne tu více srážek (182 mm), než ve vnitrozemí díky blízkosti pobřeží. Do města mohou po řece vplout i oceánské lodě.
Basra spolu s dalšími městy v Perském zálivu má jedny z nejteplejších lét na celé planetě, kdy denní teploty vzduchu se pohybují kolem 50 °C a nejnižší teploty v noci málokdy klesnou pod 30 °C.

## Historie

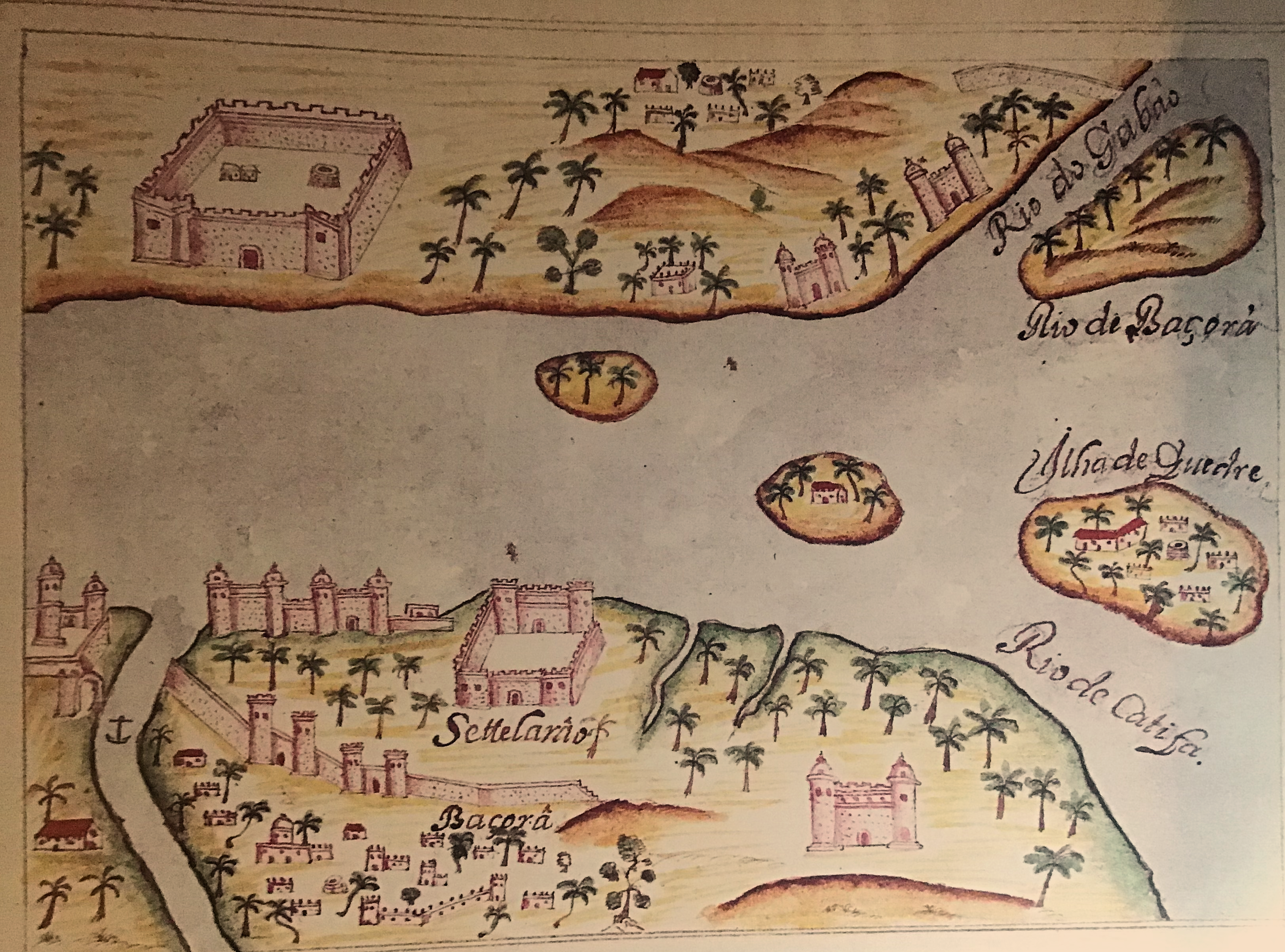
Pevnosti a portugalské plantáže, kresba z konce 16. století

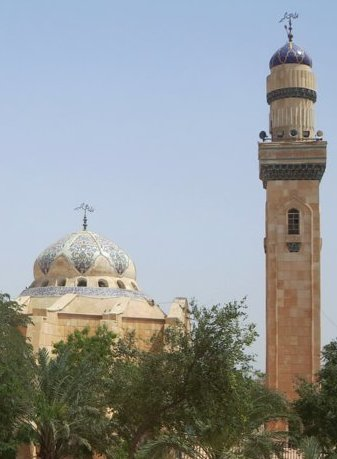
Mešita Imáma Alího po rekonstrukci (2016)

Město bylo založeno již v roce 636 chalífem Umarem ibn al-Chattábem jako opěrný bod arabské expanze do oblasti Mezopotámie a sehrálo důležitou roli v historii Islámu. Roku 772 obyvatelé povstali proti chalífovi Umajjádovců. V roce 1258 dobyli Basru Mongolové pod vedením Čingischánova vnuka Hülegüho. Situaci města ve 14. století popsal arabský cestovatel a kartograf Abú Abdallah ibn Battúta. 
Portugalští kolonisté postupovali v 16. století do vnitrozemí, roku 1523 se dostali do Basry a začali s námořním obchodem a zakládáním plantáží. V letech 1532–1555 zde probíhala persko-turecká válka. Od roku 1595 se Portugalci stali vojenskými ochránci Basry a v roce 1624 pomáhali osmanskému pašovi odrážet perskou invazi. Za to jim byl přiznán podíl na celních výnosech a osvobození od mýtného. Asi od roku 1625 do roku 1668 byly Basra a delta bažiny v rukou místních náčelníků nezávislých na osmanské správě v Bagdádu. V letech 1697–1701 Basru znovu okupovali Peršané. Hospodářství a kultura vzkvétaly i za politicky nepříznivé situace.   
Tureckou nadvládu definitivně ukončila britská armáda na počátku první světové války v roce 1914. V bitvě o Basru padlo nejméně 5000 britských vojáků a dalších 40 000 nezvěstných má na zdejším hřbitově památník. Během druhé světové války (1939–1945) byla Basra důležitým přístavem, kterým proudily zásoby Spojenců do Sovětského svazu.
V roce 1947 měla Basra 101 535 obyvatel, o deset let později to bylo již 219 167 lidí. 
Během operace Pouštní bouře v roce 1991 se Basra stala dějištěm povstání proti vládě Saddáma Husajna, které bylo krvavě potlačeno. Na jaře 2003 se během spojenecké invaze odehrála bitva o Basru.

## Ekonomika
Město je největším průmyslovým a obchodním centrem země. Profituje z těžkého průmyslu a z námořního obchodu. Je zde nejdůležitější irácký přístav, ropný terminál je čtvrtý největší na světě.

## Památky
- Mešita imáma Alího – stojí na základech nejstarší mešity, založené roku 635, opakovaně pobořené ve válkách 20. století
- Minaret zbořené mešity
- Chrám arménské církve

## Vzdělání
Univerzita v Basře byla založena roku 1964 jako pobočka Bagdádské univerzity, po deseti letech se první fakulty osamostatnily, nyní má 16 fakult. Ženy na ní vyučují a jsou také studentkami.

## Slavní rodáci
- Rabia z Basry (714/718–801) – islámská mystička a světice
- Alhazen (965–1040? Káhira) – matematik
- Reham Jacoub (1991–2020) – irácká lékařka, aktivistka za ženská práva, (zavražděna v Basře na ulici neznámým střelcem)